# 安东尼奥·斯皮诺拉
安东尼奥·塞巴斯蒂奥·里贝罗·德斯皮诺拉（葡萄牙語：António Sebastião Ribeiro de Spínola；1910年4月11日—1996年8月13日），葡萄牙军官、政治人物。曾于1974年5月15日至9月30日担任葡萄牙总统。

## 生平
安东尼奥·斯皮诺拉生于埃斯特雷莫兹，1920年，进入葡萄牙军事学院。1974年，康乃馨革命爆发，斯皮诺拉出任救国军政府主席和葡萄牙总统。同年9月，职务被弗朗西斯科·达科斯塔·戈麦斯代替。1975年3月，流亡巴西。1976年，返回葡萄牙。1996年8月13日，因病去世，终年86岁。